# Шпоркова жаба
Шпоркова жаба (Xenopus) — рід безхвостих земноводних родини Піпових (Pipidae).
На голові біля кожного ока є по короткому щупальцю. З боків тіла розташовуються органи бічної лінії. На трьох внутрішніх пальцях задніх ніг — гострі чорні кігті (звідси назва). Рід включає 8 видів, які зустрічаються в тропічній Африці. Мешкають у воді. У пуголовків зовнішні зябра і личинкові зуби відсутні; біля роту розташована пара довгих дотикових вусиків; зябрових отворів два. Найбільш відома шпоркова жаба гладенька (Xenopus laevis), яку використовують як лабораторну тварину.

## Види
- Xenopus amieti
- Xenopus andrei
- Xenopus borealis
- Xenopus boumbaensis
- Xenopus clivii
- Xenopus fraseri

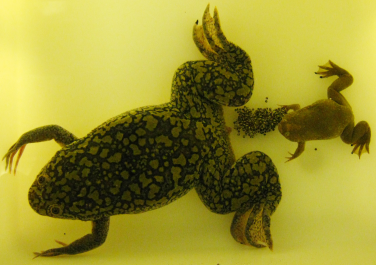
A Xenopus laevis самиця з відкладеними яйцями і Xenopus tropicalis самець.

- Шпоркова жаба капська (Xenopus gilli)
- Xenopus itombwensis
- Шпоркова жаба гладенька (Xenopus laevis)
- Xenopus largeni
- Xenopus lenduensis
- Xenopus longipes
- Xenopus muelleri
- Xenopus petersii
- Xenopus pygmaeus
- Xenopus ruwenzoriensis
- Xenopus tropicalis
- Xenopus vestitus
- Xenopus victorianus
- Xenopus wittei

### Вимерлі види
- Xenopus arabiensis † Henrici et Báez, 2001
- Xenopus boiei † Wagler, 1827
- Xenopus romeri † Estes, 1975